# 寺沟遗址
寺沟遗址，位于中国青海省大通县后子河乡北川渠管所，为第四批青海省文物保护单位，公布日期为1986年5月27日，类型为古遗址。
寺沟遗址的历史年代为齐家文化、卡约文化。